# Raúl Sandoval
Raúl Martín Sandoval Zavala (ur. 18 stycznia 2000 w Los Mochis) – meksykański piłkarz występujący na pozycji lewego obrońcy, od 2024 roku zawodnik Necaxy.